# さすらい船
「さすらい船」（さすらいぶね）は、1978年にリリースされた三橋美智也のシングル。

## 解説
コロムビア専属からフリーとなった船村徹が久々に横井弘とコンビを組み、この曲を提供する際、船村は「元の一オクターブ高い音に挑戦してほしい」と三橋本人に提案。それに応えた結果、1974年「京都が泣いている」以来のヒットとなった。

## 収録曲
両曲共 作詞:横井弘／作曲・編曲:船村徹
1. さすらい船
2. ど根性船唄

| スタブアイコン | サブスタブ | この項目は、まだ閲覧者の調べものの参照としては役立たない、シングルに関連した書きかけの項目です。この項目を加筆・訂正などしてくださる協力者を求めています（P:音楽/PJ:楽曲）。 |